# Trois 〜トロワ〜
『Trois〜トロワ〜』（トロワ）は、2001年10月5日にRemainより発売された18禁恋愛アドベンチャーゲームである。
3つのストーリーが独立しているオムニバスストーリー。
Remainの処女作品であり埼玉県大宮市廃止記念作品。

## 概要
トロワ（Trois）とはフランス語で3を意味する単語である。主人公とその妹、そして一見普通だが実は何らかの不思議な能力を持っている3人のメインヒロインたちを中心とした3種類の趣向の異なるオムニバスストーリーが展開される。
豪華な声優陣や一定レベルの作画などで基本的には美少女ラブコメの形式はとっているものの、随所に他作品のパロディや楽屋ネタ・地域ネタといったB級ギャグが当たり前のように盛り込まれており、それでいてストーリーの一部にはダークな側面や鬱ゲーといった一面も持ち合わせている。全体として奇をてらったような徹底したB級作品の構成となっており、知らずにプレーすると良い意味でも悪い意味でもかなり面をくらうことになる。

## ストーリー
3つのシナリオが相互関連のないパラレルストーリーとなっているが、ヒロインはいずれのシナリオでも何らかの魔法のような「不思議な能力」に目覚めていく。また特徴として処女の描写にこだわりが見られ、3人のメインヒロインそれぞれがストーリー別に3回ずつ、その他のヒロインにも1回と、4人で合計10回ものロストバージンが訪れる。
超能力編
主人公が悪役になり、はるのが、主人公の野望を食い止めるパロディーを交えたストーリー。選択肢が多く、ジャクソンいわく2回目プレー以降の裏ルートも存在する。
ファンタジー編
妖怪や妖精に取り付かれたヒロインのストーリー。数少ない選択肢で各ヒロインのルートが分岐。
魔女編
中世の魔女狩りをテーマにしたダークなストーリー。選択肢はほとんどなく、エンディングまでの一本道を何回も繰り返すことで毎回異なるヒロインのストーリーになる。

## 舞台
埼玉県大宮市（現・埼玉県さいたま市）が舞台とされている。オープニングは「埼玉県に隠された」…という歌い出しのバビル2世のパロディで始まっており、そのタイトル背景には大宮ソニックシティらしき塔が描かれている。

## 登場人物

### 主役
蓮沼　治樹（はすぬま　はるき）
本作の主人公。
蓮沼　はるの（はすぬま　はるの）声：非公開
主人公の妹で、小学生。蛇好き。

### ヒロイン
天沼　あおば（あまぬま　あおば）声：カンザキカナリ
主人公の幼馴染で、プロレス好きでよくプロレス技を仕掛けてくる。髪は小豆色で、猫耳のような前髪が特徴。「風」属性のアビリティ（魔法や超能力といった不思議能力）を備える。
中川　ななり（なかがわ　ななり）声：原西きひろ
あおばのクラスメイト。かなりの天然。実家は花屋（フラワーショップ ナカガワ）。髪は青緑で2本の触角が出ている。アビリティは「大地」属性。
宮前　みらい（みやまえ　みらい）声：春野日和
ファミレス・ロムレ（Romre）でアルバイトをしている女の子。事情があり学校に入っていないが、主人公よりひとつ年下。ななりとは違う意味で常識に欠けた面がある。髪は紺色で、いわゆるおかっぱヘア（ファンタジー編のイラストでは文字通り河童のように葉っぱ傘を担ぐ姿も描かれている）。アビリティは「水」属性。
佐知川さくら（さちがわ　さくら）声：春野ゆきね
主人公の近所に住んでいる年上のお姉さん。本人いわくまだ26。ななりの花屋でバイトしている。黒髪で長髪。あるシナリオでは主人公と関係を持つが、やはり処女である。

### 人間以外
PC-9801
あるシナリオで登場するAIを持つコンピュータたち。ジャクソン（別名ヤマダ ハジメ）、ベンジャミン・武田三郎太（通称ベンジャミ）の2人（2台）。描かれている機種はPC-9801M2で、同じ型番の兄弟とされる。彼らにもイベントCGがあることに主人公は苦言を捧げている。
イミナ
あるシナリオで登場の女性の妖怪。本作は女性フルボイスとなっており、イミナのような怪物や、野次馬のモブキャラ等にもメインヒロインの声優を使いまわしている。
あや
あるシナリオで登場する小さな女の子。はるのによればお花の妖精だというが、言葉をしゃべらないためはるのが勝手に命名した。
ギー
魔女狩りを行う死神のようなキャラクター。おまけシナリオでは性格が変わる。

## スタッフ
- 企画：さとぴぃ・鷹乃一生
- 原画：KEG
- シナリオ：さとぴぃ（超能力編、魔女編）・鷹乃一生（ファンタジー編）
- 音楽：Clapsrap・SASH
- エンディングテーマ（魔女編） ：『so long  goodby』 
  - 歌：柚木まき
  - 作詞：さとぴぃ
- 挿入歌（ファンタジー編）：『空っぽの手のひら』
  - 歌：柚木まき
  - 作詞：Clapscrap
- エンディングテーマ（ファンタジー編）：『SUMMER TIME WALTS』
  - 歌：柚木まき
  - 作詞：鷹乃一生